# 比利亚雷斯德哈德拉克
比利亚雷斯德哈德拉克，是西班牙卡斯蒂利亚-拉曼恰瓜达拉哈拉省的一个市镇。总面积17平方公里，总人口63人（2001年），人口密度4人/平方公里。